# Tiantong Zongjue
Tiantong Zongjue (chiń. 天童宗珏, pinyin Tiāntóng Zōngjué; kor. 천동종각 Ch'ŏndong Chonggak; jap. Tendō Shūkaku; wiet. Thiên Dồng Tông Giác; ur. 1091, zm. 1162) – chiński mistrz chan szkoły caodong.

## Życiorys
Zongjue pochodził z Hezhou, obecnie powiat He w prowincji Anhui.
Dom rodzinny opuścił z wieku 16 lat i przyjął mnisią ordynację w 2 lata później.
Początkowo praktykował chan u mistrza Zuzhao Daohe (1057-1124) ze szkoły yunmen. Gdy mistrz zrezygnował z nauczania, Zongjue udał się do mistrza Zhenxiego Qingliao i został jego uczniem. Pod kierunkiem tego mistrza osiągnął oświecenie i po otrzymaniu przekazu Dharmy stał się spadkobiercą mistrza i głównym mistrzem szkoły caodong.
W 1132 r. został opatem klasztoru Yuelin, który znajduje się w powiecie Fenghua w prowincji Zhejiang. Pozostawał opatem w tym klasztorze przez 23 lata. Potem przez 4 lata piastował to stanowisko w klasztorze na górze Xuedou.
Mnich spytał Tiantonga Zongjuego Czym jest Droga?
Tiantong powiedział Przestań stawiać znaki na rozstajach.
W 1159 r. przeniósł się do klasztoru Tiantong, w którym pozostał opatem aż do swojej śmierci.

## Linia przekazu Dharmy zen
Pierwsza liczba oznacza liczbę pokoleń od Pierwszego Patriarchy chan w Indiach Mahakaśjapy.
Druga liczba oznacza liczbę pokoleń od Pierwszego Patriarchy chan w Chinach Bodhidharmy.
Trzecia liczba oznacza początek nowej linii przekazu w innym kraju.
- 34/7. Qingyuan Xingsi (660–740)
- 35/8. Shitou Xiqian (700–790) autor poematu Cantong qi
- 36/9. Yaoshan Weiyan (751–834) (także Yueshan)
- 37/10. Yunyan Tansheng (770–841)
- 38/11. Dongshan Liangjie (807–869) Szkoła caodong
  - 39/12. Yunju Daoying (zm. 902)
    - 40/13. Tong’an Daopi (Tong’an Daoying) (bd)
      - 41/14. Tong’an Guanzhi (bd)
        - 42/15. Liangshan Yuanguan (bd)
          - 43/16. Dayang Jingxuan (943–1027) (także Jingyan)
            - 44/17. Fushan Fayuan[1] (991–1067) (także Yunjian)
              - 45/18. Touzi Yiqing (1032–1083)
                - 46/19. Furong Daokai (1043–1118)
                  - 47/20. Danxia Zichun (1064–1119)
                    - 48/21. Hongzhi Zhengjue (1091–1157) (także jako Tiantong), autor Congrong lu
                    - 48/21. Zhenxie Qingliao (1089–1157)
                      - 49/22. Tiantong Zongjue (1091–1162)
                        - 50/23. Xuedou Zhijian (1105–1192)
                          - 51/24. Tiantong Rujing (1163–1228)
                            - 52/25/1. Dōgen Kigen (1200–1253) Japonia. Szkoła sōtō